# Franjo Šeper
Franjo Šeper (ur. 2 października 1905 w Osijeku, zm. 30 grudnia 1981 w Rzymie) – chorwacki biskup rzymskokatolicki, arcybiskup metropolita Zagrzebia w latach 1960–1969, prefekt Świętej Kongregacji Nauki Wiary w latach 1968–1981, kardynał od 1965.

## Życiorys
Urodził się w rodzinie ubogiego krawca w Osijeku. Ukończył Papieski Uniwersytet Gregoriański w Rzymie, gdzie też 26 października 1930 przyjął święcenia kapłańskie. Razem z nim został wyświęcony Alojzije Stepinac, późniejszy kardynał.
W latach 1930–1934 pracował jako duszpasterz w archidiecezji zagrzebskiej. Od 1934 do 1941 był sekretarzem arcybiskupa Zagrzebia. Od 1941 pełnił funkcję rektora seminarium w Zagrzebiu.
22 lipca 1954 papież Pius XII mianował go koadiutorem arcybiskupa Zagrzebia i arcybiskupem tytularnym Philippopolis w Tracji. 5 marca 1960 został arcybiskupem metropolitą Zagrzebia. W latach 1962–1965 był aktywnym uczestnikiem soboru watykańskiego II. W 1965 został wyniesiony do godności kardynalskiej z tytułem prezbitera Santi Pietro e Paolo a Via Ostiense przez papieża Pawła VI, który 8 stycznia 1968 mianował go prefektem Świętej Kongregacji Nauki Wiary. 20 sierpnia 1969 zrezygnował z rządów archidiecezją zagrzebską. Od 12 grudnia 1974 do 24 maja 1976 był kamerlingiem Świętego Kolegium Kardynałów. Uczestniczył w dwóch konklawe w 1978. Zrezygnował z kierowania kongregacją 25 listopada 1981, a miesiąc później zmarł w Rzymie.
Pochowany został w katedrze metropolitalnej w Zagrzebiu.